# تاو² مار
تاو² مار یک ستاره است که در صورت فلکی مار قرار دارد.